# NGC 4650
NGC 4650 је спирална галаксија у сазвежђу Кентаур која се налази на NGC листи објеката дубоког неба.
Деклинација објекта је - 40° 43' 55" а ректасцензија 12h 44m 19,4s. Привидна величина (магнитуда) објекта NGC 4650 износи 11,8 а фотографска магнитуда 12,7. Налази се на удаљености од 46,4000 милиона парсека од Сунца. NGC 4650 је још познат и под ознакама ESO 322-67, MCG -7-26-38, AM 1241-402, DCL 169, IRAS 12415-4027, PGC 42891.